# Viciria equestris pallida
Viciria equestris pallida es una subespecie de araña saltarina del género Viciria, familia Salticidae. Fue descrita científicamente por Berland & Millot en 1941.
Habita en Costa de Marfil.